# Флаг Зеленоградского административного округа
Флаг Зеленогра́дского администрати́вного о́круга города Москвы Российской Федерации.
Флаг утверждён 2 октября 2000 года и внесён в Геральдический реестр города Москвы с присвоением регистрационного номера ?.

## Описание
«Флаг Зеленоградского административного округа представляет собой прямоугольное полотнище с соотношением ширины к длине как 2:3, диагонально разделённое снизу от древка двойной полосой — белой сверху и жёлтой снизу, шириной в 2/15 ширины флага.
В верхней прилегающей к древку зелёной части полотнища жёлтая с белым стилизованная микросхема в форме прямого равноконечного креста. В нижней красной части полотнища белый памятник — монумент защитникам Москвы».

## Обоснование символики
Белая и жёлтая диагональные полосы символизируют две крупнейшие федеральные магистрали, проходящие по территории округа — железнодорожную линию и автомобильное шоссе, соединяющие Москву и Санкт-Петербург.
Жёлтая с белым стилизованная микросхема в форме прямого равноконечного креста на зелёной части полотнища символизирует ведущую роль Зеленограда в становлении и развитии отечественной электронной промышленности.
Белый памятник — монумент защитникам Москвы — на красной части полотнища символизирует важный рубеж обороны столицы, начало разгрома гитлеровских войск в битве под Москвой в 1941 году.